# Francesca Serio
Pour les articles homonymes, voir Serio.
Francesca Serio, née à Galati Mamertino le 13 août 1903 et morte à Sciara le 16 juillet 1992, est une activiste italienne, première femme à intenter un procès à la mafia sicilienne, après le meurtre de son fils, le syndicaliste socialiste Salvatore Carnevale (it), en 1955. Connue comme Mamma Carnevale, elle est un symbole de la lutte contre la mafia.

## Biographie
D'origine paysanne modeste, elle épouse Giacomo Carnavale en 1921. Son mari s'absente souvent et ne revient plus après la naissance de Salvatore, leur fils unique. Devant subvenir à ses besoins, elle cherche du travail et, en 1924, elle quitte Galati Mamertino et s'installe avec son fils, âgé de cinq mois, à Sciara. Elle y trouve un emploi de journalière dans un des grands domaines agricoles de la région, celui de la famille Notarbartolo.
Aux yeux de la société, Francesca Serio est une mère célibataire, condition mal vue en Sicile et à cette époque. Elle travaille sans relâche pour assurer le bien-être et l'éducation de son fils.

## Lutte contre la mafia
Son fils Salvatore devient un syndicaliste actif dans le combat pour améliorer les conditions de travail et le salaire des journaliers. Il est assassiné le 16 mai 1955 dans la région de Sciara.
Francesca Serio décide de se battre pour que justice soit faite et dénonce quatre suspects de la mafia locale. Elle est soutenue par une campagne dans le journal du Parti socialiste italien, Avanti.
Elle se constitue partie civile et assiste à toutes les audiences du procès, en compagnie de ses avocats, dont Sandro Pertini, futur président de la République italienne. L'écrivain Carlo Levi, touché par son courage, la rencontre et décrit sa ténacité dans son livre Le parole sono pietre (1955).
Il s'agit du premier procès dans lequel le mot mafia est utilisé dans les chefs d'accusation. En décembre 1961, les quatre accusés sont condamnés à l'emprisonnement à perpétuité. Pour Francesca Serio, justice est faite, pour son fils et pour toutes les victimes de la mafia. Mais le procès va en appel, puis en cassation et les accusés, défendus par Giovanni Leone, autre futur président de la République, sont finalement acquittés en février 1965 pour manque de preuves. Pour Francesca Serio, le système judiciaire a assassiné une deuxième fois son fils.
Icône de la lutte anti-mafia pendant plusieurs années, portant le deuil toute sa vie, Francesca Serio meurt dans l'oubli en 1992.